# معاهدة فونتينوبلو (1762)

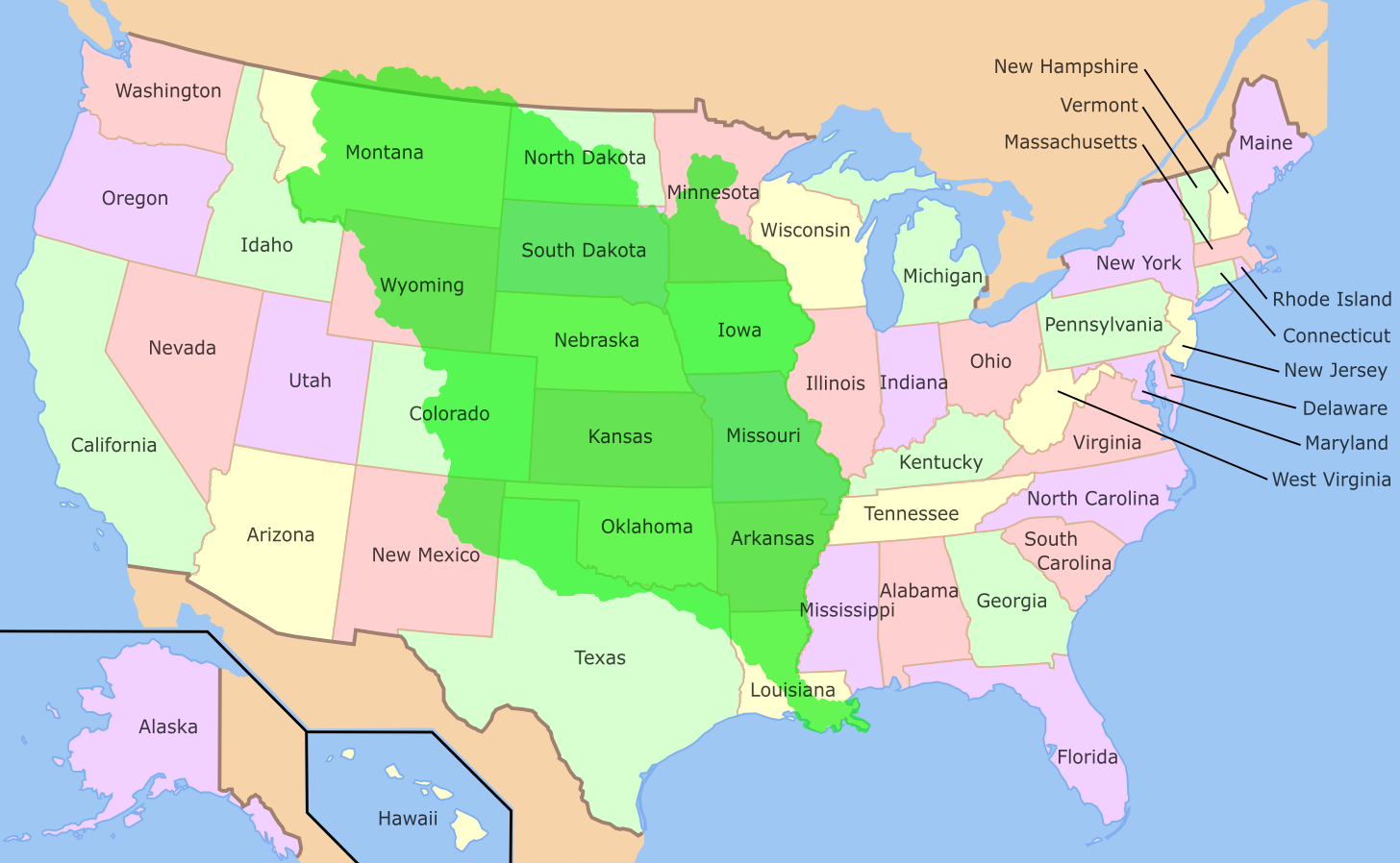

كانت معاهدة فونتينوبلو اتفاقاً سرياً يعود لعام 1762 تنازلت فيه فرنسا عن مقاطعة لويزيانا إلى إسبانيا. أعقبت المعاهدة معركة سيغنال هيل في شهر سبتمبر من عام 1762، وهي آخر معارك الحرب الفرنسية والهندية في أمريكا الشمالية والتي ضمنت سيطرة البريطانيين على كندا. أمَّا في أوروبا فقد استمرت الأطراف بالقتال في حرب السنوات السبع المرتبطة. اقترح لويس الخامس عشر ملك فرنسا على نظيره كارلوس الثالث ملك إسبانيا أن "تمنح فرنسا البلاد المعروفة بلويزيانا لإسبانيا، بالإضافة إلى نيو أورلينز والجزيرة التي تقع فيها المدينة"، وجاء ذلك بعد خسارة الفرنسيين لكندا. قبِلَ كارلوس الثالث هذا العرض بتاريخ 13 نوفمبر عام 1762.
غطى هذا الاتفاق جميع أنحاء لويزيانا فشمل كامل وادي نهر المسيسيبي الممتد من جبال الأبالاش حتى جبال روكي. ظلت معاهدة فونتينوبلو طي الكتمان حتى خلال فترة مفاوضة الفرنسيين وتوقيعهم على معاهدة باريس عام 1763 التي وضعت حداً للحرب مع بريطانيا.
أدت معاهدة باريس التي أُجريت بين فرنسا وبريطانيا العظمى عقب حرب السنوات السبع إلى تقسيم لويزيانا عند نهر المسيسيبي، حيث حصلت بريطانيا على القسم الواقع شرقيّ النهر، بينما بقيت فرنسا تسيطر اسمياً على القسم الغربي ونيو أورلينز. لم تسعى إسبانيا إلى منافسة السيطرة البريطانية على لويزيانا الشرقية نظراً لإدراك الإسبان مسبقاً أن لويزيانا الغربية ستقع تحت سيطرتهم. كما أن إسبانيا كانت قد تنازلت عن فلوريدا لبريطانيا بموجب معاهدة باريس مقابل حصول الإسبان على لويزيانا الغربية.
نصَّت معاهدة باريس على منح مدة قدرها ثمانية عشر شهراً يستطيع فيها المستعمرين الفرنسيين الذين لم يرغبوا العيش تحت الحكم البريطاني الهجرة بحرّية إلى مستعمرات فرنسية أخرى. انتقل الكثير من هؤلاء المهاجرين إلى لويزيانا التي سرعان ما اكتشفوا فيما بعد أن فرنسا تنازلت عنها إلى إسبانيا.
لم يقبل المستعمرون في لويزيانا الغربية عملية النقل وطردوا أول حاكم إسباني على المنطقة في تمرد عام 1768. تمكن الحاكم الثاني أليخاندرو أورايلي (وهو مهاجر أيرلندي) من قمع التمرد ورفع العلم الإسباني رسمياً عام 1769.
أدى الاستحواذ الإسباني على لويزيانا إلى تعزيز قبضة الإمبراطورية الإسبانية في أمريكا الشمالية، حيث أحاطت المناطق الواقعة تحت السيطرة الإسبانية بخليج المكسيك إحاطةً كليَّة بعد قيام بريطانيا العظمى بإرجاع فلوريدا إلى إسبانيا عقب الحرب الثورية الأمريكية عام 1783، وامتدت رقعة الأراضي الإسبانية من فلوريدا شرقاً إلى المحيط الهادئ غرباً.